# Marcus Tullius Tiro
Marcus Tullius Tiro (Arpinum, ca 103 v.Chr. - bij Puteoli, 4 v.Chr.) was eerst slaaf, vervolgens vrijgelatene van Marcus Tullius Cicero.
Tiro, die als slaaf in het huis van Cicero's grootvader was geboren, groeide samen met de drie jaar ouder Cicero op en kwam samen met de familie naar Rome. Hij werd op 28 april 53 v.Chr. op het Formianum vrijgelaten en begeleidde Cicero in 51 v.Chr. tijdens diens stadhouderschap naar Cilicië. Op de terugreis moest hij zich echter om gezondheidsredenen van zijn patronus scheiden en achterblijven. Pas in 47 v.Chr. zouden beiden elkaar terugzien te Rome. Na de moord op Caesar bekommerde Tiro zich in Rome om de financiële aangelegenheden van zijn beschermheer en verzorgde ook de briefwisseling met Cicero's schoonzoon, Publius Cornelius Dolabella. Na de moord op Cicero trok hij, zelf van de proscripties gespaard gebleven, zich terug op een kleine landgoed in Puteoli, waar hij op honderdjarige leeftijd (!) in 4 v.Chr. zou zijn overleden.
Tiro, die goed geschoold was, diende Cicero als scriba en in toenemende mate ook als vertrouweling. Hij publiceerde Cicero's redevoeringen na zijn dood, verzamelde (de pas later uitgegeven) brieven van zijn beschermheer en schreef een (niet bewaard gebleven, maar onder andere door Plutarchus gebruikt) biografie van de redenaar. Eveneens slechts als fragmenten bewaard zijn werken over het Latijns spraakgebruik (de usu atque personele linguae Latinae) en verschillende onderwerpen (de variis atque promiscuis quaestionibus). Daarnaast zou hij zich ook met het schrijven van een tragedie hebben bezig gehouden.

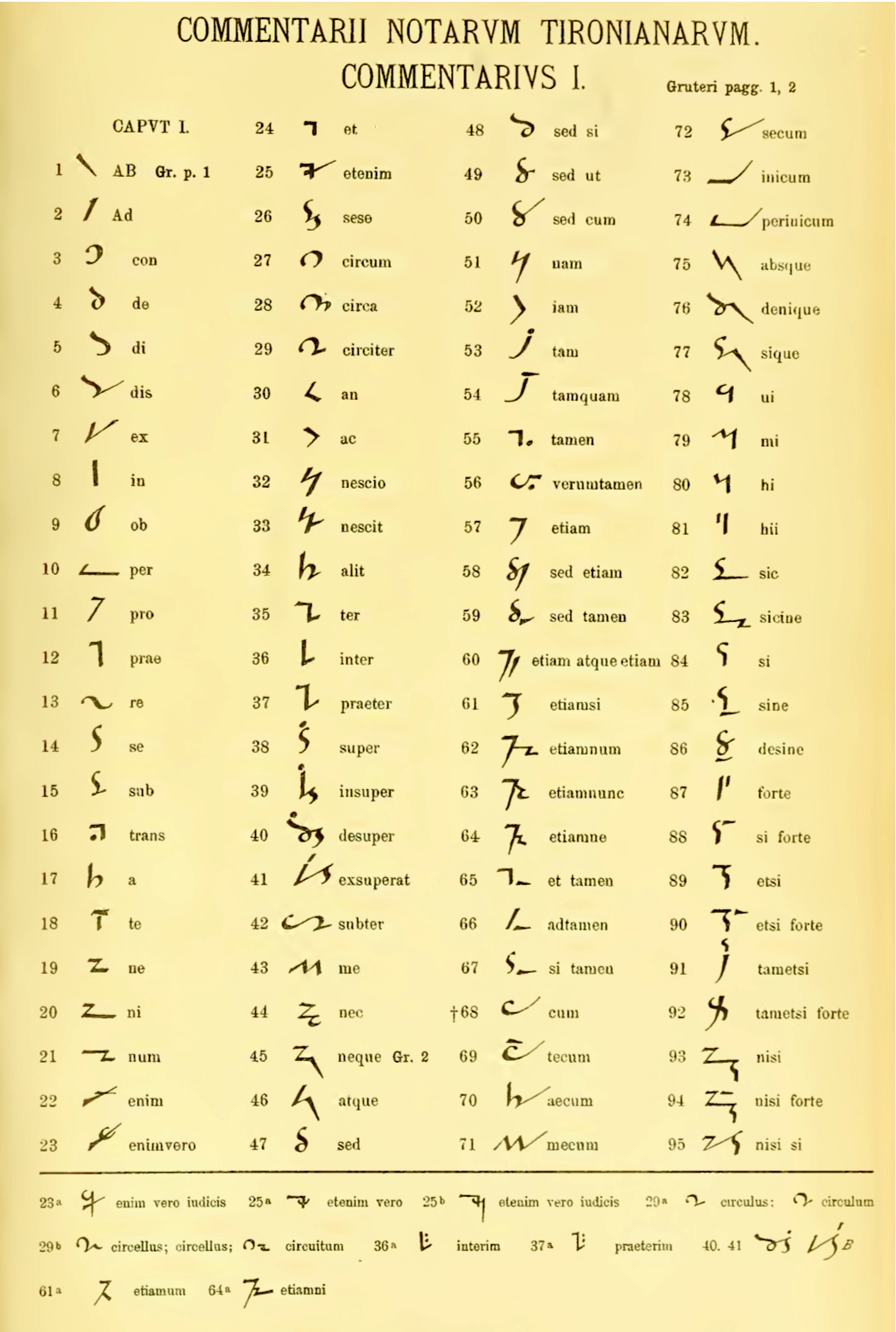
Notae tironianae.

Tiro staat echter vooral bekend wegens de uitvinding van de Romeinse stenografie, die men sinds de 16e eeuw notae tironianae noemt. Tiro ontwikkelde deze om Cicero's redevoeringen snel te kunnen noteren. Volgens Plutarchus werden tijdens de senaatszitting over het lot van de Catilinarische samenzweerders op 5 december 63 v.Chr. de redevoeringen door Tiro voor de eerste keer in steno opgetekend.
Tiro verschijnt als een romanfiguur in een aantal recentere fictiewerken. Zo is hij de ik-verteller in de romans Imperium, Lustrum en Dictator van Robert Harris, die over het leven en karakter van Cicero gaan. Daarnaast duikt hij in de detectiveserie Roma Sub Rosa van Steven Saylor op. Ook verscheen hij in een aantal van de SPQR-romans van John Maddox Roberts .